# توکوفرول
توکوفرول‌ها ( ‎/toʊˈkɒfəˌrɒl/‎ ;TCP) دسته‌ای از ترکیبات آلی (به صورت دقیق تر، اشکال مختلف فنول‌های متیله شده) هستند. بسیاری از آن‌ها دارای فعالیت ویتامین E می‌باشند. از آنجا که فعالیت ویتامینی این دسته ترکیبات برای اولین بار در سال ۱۹۳۶ از یک عامل باروری رژیم غذایی در موش صحرایی شناسایی شد، نام آن "توکوفرول" گذاشته شد که، از کلمات یونانی τόκος tókos "تولد" و φέρειν phérein "تحمل یا حمل"، یعنی "برای حمل بارداری " و عبارت "-ول" در پایان آن که نشان دهنده دارا بودن گروه هیدروکسیل به عنوان یک الکل است، گرفته شده.
α-توکوفرول منبع اصلی یافت شده در مکمل‌ها و در رژیم غذایی مردمان اروپایی است، جایی که منابع اصلی رژیم غذایی روغن‌های زیتون و آفتابگردان می‌باشد، در حالی که γ-توکوفرول رایج‌ترین شکل در رژیم غذایی مردمان آمریکاییست که دلیل آن مصرف بیشتر سویا و روغن ذرت در این مناطق است.
همچنین توکوترینول‌ها که ترکیبات مرتبط با توکوفرول‌ها هستند، فعالیت ویتامین E دارند. از تمام این مشتقات مختلف با فعالیت ویتامینی می‌توان به درستی "ویتامین E" نام برد. توکوفرول‌ها و توکوترینول‌ها آنتی‌اکسیدان‌های محلول در چربی هستند و به نظر می‌رسد که عملکردهای بسیار دیگری نیز در بدن دارند.
| گونه          | ساختار |
| ------------- | ------ |
| آلفا-توکوفرول |        |
| بتا-توکوفرول  |        |
| گاما-توکوفرول |        |
| دلتا-توکوفرول |        |